# Каленчук, Мария Леонидовна
Мари́я Леони́довна Каленчу́к (род. 21 февраля 1955) — советский и российский лингвист, специалист по фонетике, фонологии орфоэпии. Представитель московской фонологической школы. Доктор филологических наук (1993), профессор, член-корреспондент РАО по Отделению общего среднего образования (с 27 апреля 2017 года). Директор Института русского языка имени В. В. Виноградова РАН (2017—2021). Лауреат премии имени А. С. Пушкина (2016), заслуженный деятель науки Российской Федерации (2022).

## Биография
Родилась и провела первые годы своей жизни на Арбате. Отец приехал в Москву из Магадана для поступления в ВУЗ, мать — коренная москвичка. Дед по отцу был расстрелян как враг народа. В детские годы училась в двух школах, одной из которых была школа № 45Б руководимая Леонидом Мильграмом. По собственным словам Каленчук, учеба в этой школе оказала сильное влияние на ее мировоззрение.
В 1978 году с отличием окончила факультет русского языка и литературы Московского государственного педагогического института имени В. И. Ленина (в настоящее время — МПГУ). До 2004 года в этом же ВУЗе, занимая должности от лаборанта до профессора и заведующей кафедрой русского языка и методики его преподавания.
В 1986 году защитила кандидатскую диссертацию «Особенности реализации согласных фонем на стыках морфем в современном русском литературном языке». В 1993 году защитила докторскую диссертацию «Орфоэпическая система современного русского литературного языка».
С 2004 года работает в Институте русского языка, заместитель директора Института по научной работе (2007—2017), директор (с 2017—2021). С 2021 года — заведующая отделом фонетики, главный научный сотрудник.
Ведёт преподавательскую деятельность на филологическом факультете МГУ.

## Общественная, научная и издательская деятельность
- Член Совета по русскому языку при Президенте РФ.
- Член Правительственной комиссии по русскому языку.
- Председатель Орфоэпической комиссии РАН.
- Член комиссии по фонетике и фонологии Международного комитета славистов.
- Входит в состав редколлегий журналов «Труды Института русского языка им. В. В. Виноградова», «Вестник Санкт-Петербургского университета», Stephanos (МГУ).
- Заместитель главного редактора журнала «Русская речь» (с 2019 года).
- Член диссертационного совета при ИРЯ РАН[2].

## Основные работы
- Русская орфоэпия. М., 1988;
- Бондаренко, А. А. Формирование навыков литературного произношения у младших школьников : Пособие для учителя [печатный текст] / Бондаренко, Александра Александровна, Автор (Author); Каленчук, Мария Леонидовна, Автор (Author); Купров, В. Д., Автор обозрения, рецензии (Reviewer); Моравская, Г. Н., Редактор (Editor). — Москва : Просвещение, 1990. — 142, [2] с.: ил.; 20 см.- 100 000 экземпляров . — ISBN 5-09-002893-1 : 50 к.[3]
- Просодический строй русской речи. М., 1996;
- Русская фонетика в развитии. Фонетические «отцы» и «дети» начала XXI века. М., 2013.
- Норма произношения в узусе и кодификации. М., 2021.

#### Словари
- Большой орфоэпический словарь русского языка. Литературное произношение и ударение начала XXI века: норма и ее варианты. М., 2016. Изд. 2, испр. и доп. АСТ-Пресс, в соавторстве с Л. Л. Касаткиным и Р. Ф. Касаткиной.
- Большой орфоэпический словарь русского языка. Литературное произношение и ударение начала XXI века: норма и ее варианты, М., 2012, АСТ-Пресс, в соавторстве с Л. Л. Касаткиным и Р. Ф. Касаткиной.
- Трудности русского произношения: Словарь. Русский язык, 2-е изд., испр. и доп., М., 2006 (в соавторстве с Р. Ф. Касаткиной)
- Трудности русского произношения: Словарь. М., Русский язык, 1997 (в соавторстве с Р. Ф. Касаткиной)

Также является соавтором ряда школьных учебников для учащихся 2-4 классов.

## Личная жизнь
Замужем, есть дочь.

## Награды
- Премия имени А. С. Пушкина (совместно с Л. Л. Касаткиным, Р. Ф. Касаткиной, за 2016 год) — за «Большой орфоэпический словарь русского языка. Литературное произношение и ударение начала XXI века: норма и её варианты»